# Horw
Horw es una ciudad y comuna suiza del cantón de Lucerna, situada en el distrito de Lucerna. Limita al norte con la comuna de Lucerna, al este con Meggen y Stansstad (NW), al sur con Hergiswil (NW), y al oeste con Kriens.

## Etimología
El nombre “Horw” proviene del alemán “Hor” así como de la palabra gótica “hurwin” y significa fango, suelo fangoso. Esto hace referencia a la calidad del suelo del valle. El nombre Horw se menciona por primera vez en un documento de 1231, en el cual Walter de Hochdorf y su esposa, Berchta, legan sus bienes a “horwe”.

## Idioma
La población autóctona utiliza en su día a día un dialecto alemán. En el último censo del año 2000, el 86,74 % declaró tener como idioma principal el alemán, el 2,32 % el italiano y el 2,01 % el serbocroata.

## Religión
Antes, la práctica totalidad de la población pertenecía a la iglesia católica. A causa de las migraciones internas y externas, este panorama ha cambiado mucho. El paisaje religioso (censo 2000) es el siguiente: Hay un 64,46 % de católicos, un 15,06 % de evangélicos-reformistas y un 1,70 % de cristianos ortodoxos. También encontramos un 8,63 % sin confesión, 3,73 % musulmanes y un 1,07 % de seguidores de otras religiones no-cristianas.

## Política
Los intereses de la población están representados por 30 miembros del Consejo (Einwohnerrat). Estos se eligen cada 4 años por sistema de representación proporcional. 

## Turismo
Horw es una localidad preciosa e impresiona por su situación privilegiada, a orillas del lago de los Cuatro Cantones (Vierwaldstättersee) y a los pies de la montaña Pilatus. Desde la zona residencial de Kastanienbaum se tiene unas vistas fantásticas sobre el lago y sobre las montañas que le rodean. Horw está situado en un enclave rural impresionante, pero a pocos minutos de la famosa ciudad de Lucerna.
El precioso Lago de los Cuatro Cantones, el incomparable panorama sobre las montañas, la idílica península con sus interminables prados verdes y la cercanía a la ciudad de Lucerna hacen de Horw una de las localidades más interesantes de Suiza.
Está situada directamente en la E35/A2, que va desde Ámsterdam, a través de Frankfurt, Basilea, Lucerna y Horw y llega hasta Milano, Roma y Nápoles en Italia. Los aeropuertos de Basilea, Berna y Zürich se encuentran a menos de una hora de distancia.

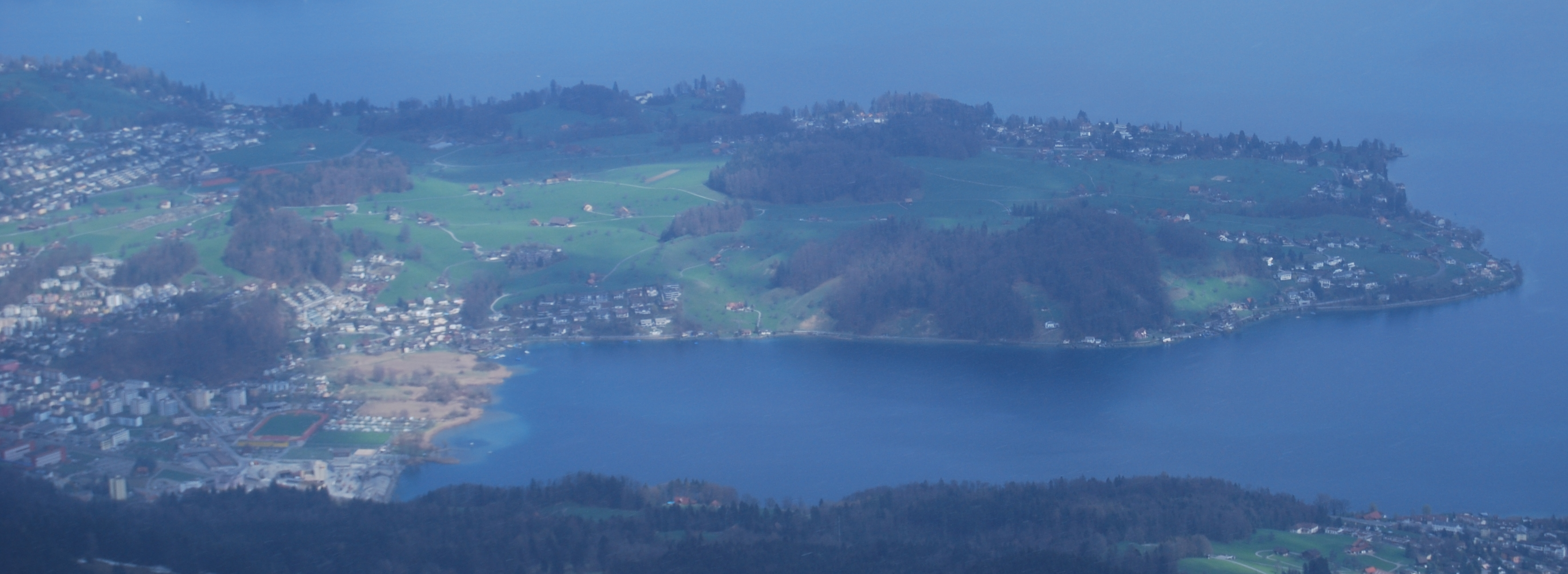
Horw

## Ciudades hermanadas
- Bratsch.